# Stenochiton nubilus
Stenochiton nubilus är en blötdjursart som först beskrevs av Cochran 1993.  Stenochiton nubilus ingår i släktet Stenochiton och familjen Ischnochitonidae. Inga underarter finns listade i Catalogue of Life.